# Pęcznienie mrozowe
Pęcznienie mrozowe – ruchy gruntu w pionie i poziomie, w obrębie warstwy czynnej, wywoływane przez tworzenie się lodu gruntowego. Może on występować w postaci soczewek, warstw i żył poziomych albo jako lód włóknisty, który powstaje na skutek przesiąkania kapilarnego wody ku górze. Tworzą się igły lodowe (lód włóknisty), ich kryształy mogą dochodzić nawet do 30 cm długości. Proces ten prowadzi do pęcznienia gruntu i powstania tufurów i pagórów mrozowych.